# 声とギター ジル・ルミノーゾ
『声とギター ジル・ルミノーゾ』（原題：Gil Luminoso - Voz & Violão）は、ブラジルのミュージシャン、ジルベルト・ジルのスタジオ・アルバム。元々は1999年に録音され、同年発売の書籍『GiLuminoso』に付属していたCDが初出で、2006年に単体のアルバムとして発売された。

## 背景
ジルが1969年から1990年代にかけて発表した曲を、ギター弾き語りで再録音した内容である。ただし、「オ・ソン・ダ・ペッソーア（人の響き）」の作曲は、書籍『GiLuminoso』を監修した美術家ベネー・フォンテレスにより、フォンテレスはボーカルでも参加している。また、「ヴォセ・イ・ヴォセ（あなたとあなた）」はガル・コスタのアルバム『チェシャ猫の微笑』（1993年）に提供された曲で、ジル自身による録音は本作が初となる。
ジル自身は本作について「このアルバムを発案し、プロデュースした私の友人は、私のレパートリーの中でも特に神秘的・精神的な指向の曲に焦点を当てようとしていたから、そういう方向性のアルバムになった」「とても宗教的だ」と説明している。

## 反響・評価
アメリカでは『ビルボード』のワールド・ミュージック・アルバム・チャートで15位を記録し、第50回グラミー賞で最優秀コンテンポラリー・ワールド・ミュージック・アルバム賞にノミネートされた。
Jeff Tamarkinはオールミュージックにおいて5点満点中4点を付け「ジルの柔和で穏やかな声と抑制的なギターは、とても温かくソウルフルな印象を醸し出し、その他の伴奏がないにもかかわらず、彼が過去に作り上げてきた音楽と同様に完成されている」と評している。

## 収録曲
特記なき楽曲はジルベルト・ジル作。
1. プレシーゾ・アプレンデール・ア・ソー・セール（ただいることを学ばないといけない） - "Preciso Aprender a Só Ser" - 4:43
2. アキ・イ・アゴーラ（ここ、そして今） - "Aqui e Agora" - 5:47
3. コッポ・ヴァジーオ（空っぽのコップ） - "Copo Vazio" - 4:31
4. ヘチーロス・エスピリトゥアイス（黙想） - "Retiros Espirituais" - 5:31
5. オ・セウ・アモール（自分の愛） - "O Seu Amor" - 2:10
6. テンポ・ヘイ（時の神様） - "Tempo Rei" - 5:58
7. オ・ソン・ダ・ペッソーア（人の響き） - "O Som da Pessoa" (Gilberto Gil, Bene Fonteles) - 1:24
8. セレブロ・エレトロニコ（電子頭脳） - "Cérebro Eletrônico" - 5:16
9. ア・ハッサ・ウマーナ（人類） - "A Raça Humana" - 4:26
10. ヴォセ・イ・ヴォセ（あなたとあなた） - "Você e Você" - 3:51
11. スーペル・オーメン-ア・カンサォン（スーパーマン-歌） - "Super-Homem - a Canção" - 3:40
12. ヘベント（とどろき） - "Rebento" - 5:35
13. メターフォラ（隠喩） - "Metáfora" - 4:14
14. メヂタサォン（瞑想） - "Meditação" - 1:51
15. オ・コンポジトール・ミ・ヂッシ（作曲家が言うんだ） - "O Compositor Me Disse" - 3:01